# وقت مستغرق (حوسبة)
الوقت المستغرق في الحوسبة إجمالي الوقت المستغرق بين إرسال برنامج أو عملية للتنفيذ والرد الكامل على المستخدم. وقد تختلف باختلاف لغات البرمجة وحسب مطور البرنامج.